# Gerhard Graf (Maler)
Gerhard Graf (* 6. Januar 1883 in Berlin; † 1. Oktober 1958 in Stockholm) war ein deutscher Maler und Kunstpädagoge, angesiedelt zwischen akademischer Malerei und Impressionismus. Sein Stil wird manchmal auch als gemäßigter deutscher Impressionismus bezeichnet.

## Leben und Werk
Gerhard Graf wurde 1883 in Berlin als Sohn des Fotografen Heinrich Graf (1835–1906) und seiner Ehefrau Hedwig (Wilhelmine Amalie Franziska) Pichler (1852–1924) geboren. Nach dem Besuch des Gymnasiums begann Gerhard Graf 1900 eine Ausbildung an einer Handwerkerschule als Malerlehrling, in der Zeit von 1904 bis 1905 besonders im Fach Dekorative Malerei. 1906 bestand er die Zeichenlehrerprüfung an der Königlichen Kunstschule in Berlin und arbeitete ab 1907 als Fachlehrer für den Zeichen- und Kunstunterricht.
1910 heiratete Graf Katharina Ruth Richter, die vierte und jüngste Tochter des Wasserbauingenieurs Paul Richter (1855–1939). Aus dieser Ehe gingen zwei Töchter hervor. Die erste Tochter Katrin wurde am 29. Januar 1911 geboren und verstarb als verwitwete Müller im Stockholmer Stadtteil Bromma am 28. Mai 2009. Nach dem Ersten Weltkrieg reiste Graf zu Studienzwecken durch Europa. Ab 1923 nahm er vermehrt Aufträge der Industrie an. Gerhard Graf wurde 1926 zum Studienrat berufen. Er erwarb ein Grundstück in Werder (Havel) am Großen Plessower See und errichtete das Landhaus Graf. 1927 begann er seine Tätigkeit am Grunewald-Gymnasium in Berlin als Studienrat. Im selben Jahr führte er im Auftrag des Norddeutschen Lloyds eine Studienreise in die USA durch. Ab 1932 wurde sein Landhaus ausgebaut und durch ein eigenes Atelier ergänzt. 1938 wurde Gerhard Graf pensioniert und noch 1945 in die Kammer der Kunstschaffenden aufgenommen. 1948 gab er seinen Wohnsitz in Werder auf und zog nach West-Berlin, während seine zwei Töchter nach Schweden auswanderten. Bei einem Besuch der beiden Töchter 1958 in Stockholm verstarb er, wurde aber auf dem Friedhof in Berlin-Wilmersdorf beigesetzt.
Gerhard Graf lebte von 1926 bis 1948 in Werder (Havel). Er wählte das damals noch eher ländliche Gebiet am Plessower See als Wohn- und Arbeitsort mit Bedacht. Er war ein weltoffener Künstler. In seinem bildnerischen Repertoire finden sich neben Darstellungen von Großstädten Europas und Nordamerikas auch Landschaftsbilder, die das ländliche Umfeld von Werder zeigen. In seinen Bildinhalten ist der Mensch stets in die Darstellung mit einbezogen. Seine sehr unterschiedlichen Maltechniken, ob Ölmalerei oder Gouache, zeigen eine ausgeprägte künstlerische Handschrift.
Gäste im Landhaus Graf waren unter anderem die Künstler George Grosz, Walter Trier, Rudolf Jacobi und dessen Gattin Annot, der Maler und Bühnenbildner Harry Breuer, die Komiker Carl Napp und Bruno Fritz. Gewisse Gemeinsamkeiten in seiner Arbeit ergaben sich auch durch seinen Schwager, dem Kunstmaler und Lithographen Wilhelm Blanke.